# Gräberfeld von Zethlingen
Das Gräberfeld von Zethlingen ist ein langobardisches Brandgräberfeld der späten römischen Kaiserzeit und frühen Völkerwanderungszeit am Mühlenberg bei Zethlingen, einem Ortsteil von Kalbe (Milde) im Altmarkkreis Salzwedel in Sachsen-Anhalt.

## Fundgeschichte
Spätestens seit den 1820er Jahren war bekannt, dass sich auf dem Zethlinger Mühlenberg ein Urnenfriedhof befindet. Johann Friedrich Danneil führte die ersten dokumentierten Grabungen durch. Er ging noch davon aus, dass es sich um ein wendisches Gräberfeld handelt. Als zu Beginn des 20. Jhs. unter anderen Karl Gaedcke für den Altmärkischen Verein für Vaterländische Geschichte und Industrie auf dem Mühlenberg Ausgrabungen durchführte, hatte sich allerdings weitgehend das Wissen durchgesetzt, dass es sich um einen germanischen Friedhof handelt. Dass es die Langobarden waren, die ihre Toten in der Altmark auf diese Art und Weise bestatteten, postulierte 1905 der Hallenser Provinzialmuseumsdirektor Oskar Förtsch. Er stützte sich bei seiner These allerdings auf das Gräberfeld von Mechau (Altmarkkreis Salzwedel). Heute werden die Funde archäologisch den Elbgermanen zugeordnet.
Vor allem durch den Kiesabbau sind viele Gräber zerstört worden. Dies war Anlass für eine Grabungskampagne der Universität Halle/Wittenberg von 1958 bis 1962. Seit 1976 wurden weitere Ausgrabungen durchgeführt, zunächst durch das Altmärkische Museum Stendal, später durch das Salzwedeler Danneil-Museum sowie durch das Landesamt für Denkmalpflege und Archäologie / Landesmuseum für Vorgeschichte Halle (Saale).

## Gräberfeld
Bis zum heutigen Zeitpunkt wurden fast 2 000 Gräber wissenschaftlich erfasst. Hochrechnungen aufgrund der Fläche des Gräberfeldes gehen von bis zu 15 000 Gräbern aus. Die hauptsächliche Belegung erfolgte vom Ende des 2. bis zu Beginn des 4. Jhs. Einzelne Bestattungen weisen auf eine Kontinuität bis in das 6. Jh. hin. Bisher wurden ausschließlich Brandgräber nachgewiesen. Die Bestattung erfolgte meist in Keramikgefäßen, teilweise auch in römischen Metallgefäßen, organischen Behältnissen oder flachen Gruben, häufig sind Steinsetzungen. Beigaben wie Fibeln, Glas- und Fayenceperlen, Nadeln, Kämme, Schlüssel, Urnenharz, Messer selten Waffen treten in ca. 2/3 der Gräber auf.

## Siedlungskammer
Etwa einen Kilometer entfernt, nordöstlich des heutigen Dorfes, wurden in den Jahren 1979 bis 1992 Hausgrundrisse einer zeitgleichen Siedlung ausgegraben. Eine weitere Siedlungsstelle liegt westlich in der Feldmark Cheinitz. Am südwestlichen Hang des Mühlenberges wurden zudem Überreste eines Eisenverhüttungsplatzes mit mindestens zwölf Rennöfen gefunden, in denen – so die Annahme der ur- und frühgeschichtlichen Archäologen – das in der Umgebung anstehende Raseneisenerz für den Eigenbedarf verarbeitet wurde.

## Aufbewahrung
Ein Großteil der Funde ist heute im Bestand des Johann-Friedrich-Danneil-Museums Salzwedel und teilweise in der Dauerausstellung zu sehen. Auf dem Mühlenberg befindet sich seit 1991 die Langobardenwerkstatt Zethlingen, das museumspädagogische Zentrum des Johann-Friedrich-Danneil-Museums.